# Métro de Calcutta
Le métro de Calcutta (en bengali : কলকাতা মেট্রো, Kolkata Meṭro) est un système de transport en commun de Calcutta, officiellement Kolkata, en Inde. Il est chronologiquement le premier réseau de ce type ouvert dans le pays en 1984, dans la troisième ville du pays après Delhi et Bombay.
Le réseau comprend actuellement quatre lignes opérationnelles. Une ligne nord - sud de 31,4 km reliant Dakshineswar à Kavi Subhash avec 27 stations dont sept sont surélevées, deux au niveau du sol et les quinze restantes souterraines. Une ligne est-ouest de 9,1 km reliant Sealdah à Salt Lake Sector-V avec 8 stations dont 6 surélevées. Une ligne de 6,5 km desservant le sud-ouest de Joka à Taratala avec 6 stations toutes surélevées. Et enfin une ligne de 5,4 km desservant le sud-est de Kavi Subhash à Hemanta Mukhopadhyay avec 5 stations toutes surélevées. Deux autres lignes sont en construction à différentes phases. Certaines lignes ont la particularité de ne pas être (pour le moment) en correspondance entre elles. Mais le seront lorsqu'elles seront prolongées dans les années à venir. Le métro transporte plus de 700 000 passagers par jour, un record a été battu avec 9,22 lakh passagers en octobre 2019.
Le métro de Kolkata s'inscrit dans un réseau de lignes ferroviaires suburbaines.

## Historique
En 1971, les premiers projets furent élaborés prévoyant la construction de 5 lignes rapides de métro. Les travaux à ciel ouvert commencèrent en 1973 et 3,4 km de ligne comptant 5 stations entre Esplanade et Bhowanipur furent inaugurés en octobre 1984. Trois semaines plus tard un deuxième tronçon de 2,15 km, sans lien avec le précédent, est mis en service entre Dum Dum et Belgachhia. D'autres extensions suivirent entre 1986 et 2013 en plusieurs phases (1994-1995, 2009-2013) au fur et à mesure d'une construction très échelonnée. La raison principale en est que ce métro fut totalement autochtone, sans apport de compétence étrangère. Selon certains observateurs locaux une partie des difficultés de transformation du métro en réseau provient de sa gestion par les chemins de fer indiens.

### Chronologie des mises en service
Les dates représentent les dates d'ouverture de la section au public et non l'inauguration officielle.
| Chronologie mises en service | Chronologie mises en service | Chronologie mises en service          | Chronologie mises en service | Chronologie mises en service |
| Date de mise en service      | Stations                     | Stations                              | Longueur (km)                | Stations (nombre)            |
| ---------------------------- | ---------------------------- | ------------------------------------- | ---------------------------- | ---------------------------- |
| 24 octobre 1984              | Esplanade                    | Netaji Bhaban (ex Bhowanipur)         | 3,40                         | 5                            |
| 12 novembre 1984             | Dum Dum                      | Belgachhia                            | 2,15                         | 2                            |
| 29 avril 1986                | Netaji Bhaban                | Mahanayak Uttam Kumar (ex Tollygunge) | 4,24                         | 4                            |
| 13 août 1994                 | Belgachhia                   | Shyambazar                            | 1,63                         | 1                            |
| 2 octobre 1994               | Esplanade                    | Chandni Chowk                         | 0,71                         | 1                            |
| 19 février 1995              | Shyambazar                   | Girish Park                           | 1,92                         | 1                            |
| 19 février 1995              | Chandni Chowk                | Central                               | 0,60                         | 1                            |
| 27 septembre 1995            | Central                      | Girish Park                           | 1,80                         | 2                            |
| 22 août 2009                 | Mahanayak Uttam Kumar        | Kavi Nazrul (ex Garia Bazar)          | 5,85                         | 4                            |
| 7 octobre 2010               | Kavi Nazrul                  | Kavi Subhash (ex New Garia)           | 3,00                         | 2                            |
| 10 juillet 2013              | Dum Dum                      | Noapara                               | 2,09                         | 1                            |
| 13 février 2020              | Salt Lake Sector V           | Salt Lake Stadium                     | 5,80                         | 6                            |
| 5 octobre 2020               | Salt Lake Stadium            | Phoolbagan                            | 1,70                         | 1                            |
| 22 février 2021              | Noapara                      | Dakshineswar                          | 4,20                         | 2                            |
| 12 juillet 2022              | Phoolbagan                   | Sealdah                               | 2,10                         | 1                            |
| 30 décembre 2022             | Joka                         | Taratala                              | 6,50                         | 6                            |
| 6 mars 2024                  | Kavi Subhash                 | Hemanta Mukhopadhyay                  | 5,40                         | 5                            |
| Total                        | Total                        | Total                                 | 59,4                         | 45                           |

### La construction de la ligne 2
La concrétisation de construction de la seconde ligne (est-ouest) du métro fut longue et difficile puisqu'un feu vert fut décidée en 2004, confirmée en 2007 pour le tronçon Sektor V-Howrah par le gouvernement de l'état, puis enfin par le gouvernement fédéral en juin 2008. La première phase de la ligne 2 est en construction depuis 2009, mais certains contrats de génie ne sont signés qu'en 2010. Un an plus tard, le contrat d'électrification est accordé à Siemens. En septembre 2011, c'est à Ansaldo qu'est accordé le contrat de signalisation de €46 million.
Les coûts devaient partagés entre le gouvernement de l'État (30%), le ministère du Développement urbain de l'Union (25%) et la Banque japonaise pour la coopération internationale (JBIC) (45%).

#### Le difficile contrat du matériel roulant
La société CAF, en collaboration avec Melco, devait fournir 14 trains pour cette ligne pour un coût d'environ 110 M €, chaque rame étant composée de 6 véhicules. La vitesse maximale du train sera de 90 km/h. Le premier lot de trains devait être fabriqué en Espagne et importé à Kolkata en novembre 2014. Le lot suivant devait être fabriqué en Inde. Cependant, l'appel d'offres a été annulé par la Kolkata Metro Rail Corporation Limited (KMRC), gestionnaire du projet, à cause du retard excessif du projet. Et un nouvel appel d'offres a été lancé en juillet 2015. BEML fut seul soumissionnaire lors du quatrième appel d'offres pour la fourniture de matériel roulant. Ainsi, le contrat de quatorze trains de six véhicules a été attribué à BEML. Les trains sont en cours de livraison.

#### Prévue pour être mise en service fin 2013, la ligne ne le sera que début 2020

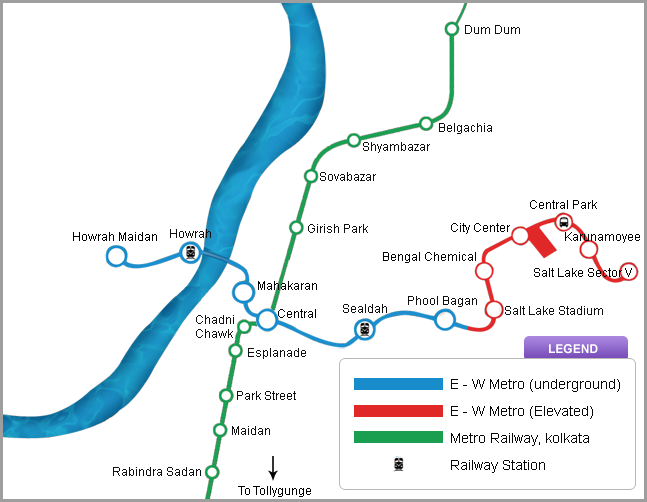
Ligne 2 Est - Ouest (partie rouge en service et partie bleue en construction)

En 2010, la construction de cette nouvelle ligne de métro (14,7 km, 12 stations) devait se dérouler en deux phases, la première section de ligne devant être achevée fin 2013. Cette section de la ligne sera en aérien sur une distance de 5,8 km et couvrira 6 stations. La deuxième phase, 8,9 km entièrement en souterrain, elle comprendra également six stations, devait ouvrir ses portes fin 2014.
En raison d'importants retards concernant, parmi d'autres raisons, l'acquisition de terres, le transfert de bidonvilles et de problèmes d'alignement, le projet a été retardé, tout d'abord repoussé à 2015. Le projet fut reconsidéré à 16,6 km dont 10,8 km en souterrain. La première phase devait être opérationnelle en juillet 2019, mais sa mise en service fut à nouveau repoussée de six mois. Les essais se déroulent depuis 2018,. Finalement une mise en service de la première phase (une section aérienne de 5,8 km) est mise en service le 13 février 2020. La phase qui comprend le tracé avec les tunnels tubulaires sous la rivière Hooghly a été annoncée être mise en service en 2021, puis pour mi-2022. Une extension de la station Sektor V vers Teghoria avec cinq stations a été proposé.

#### L'extension vers l'aéroport
A été également annoncée la construction d'une extension de la ligne 1 du métro de 6,9 km avec trois stations vers l'aéroport international au nord de la ville.

## Réseau actuel
En 2024 le réseau est constitué de quatre lignes. Les lignes 2 et 3 présentent la particularité de ne pas être en correspondance avec les autres lignes du réseau pour le moment :
| Ligne | Ouverture        | Dernière extension | Terminus           | Terminus             | Longueur | Stations | Ecartement des rails |
| ----- | ---------------- | ------------------ | ------------------ | -------------------- | -------- | -------- | -------------------- |
| 1     | 24 octobre 1984  | 22 février 2021    | Dakshineswar       | Kavi Subhash         | 31,4 km  | 26       | 1676 mm              |
| 2     | 13 février 2020  | 12 juillet 2022    | Salt Lake Sector V | Sealdah              | 9 km     | 8        | 1435 mm              |
| 3     | 30 décembre 2022 | -                  | Joka               | Taratala             | 6,5 km   | 6        | 1676 mm              |
| 6     | 6 mars 2024      | -                  | Kavi Subhash       | Hemanta Mukhopadhyay | 5,4 km   | 5        | 1676 mm              |

## Infrastructure

### Matériel roulant

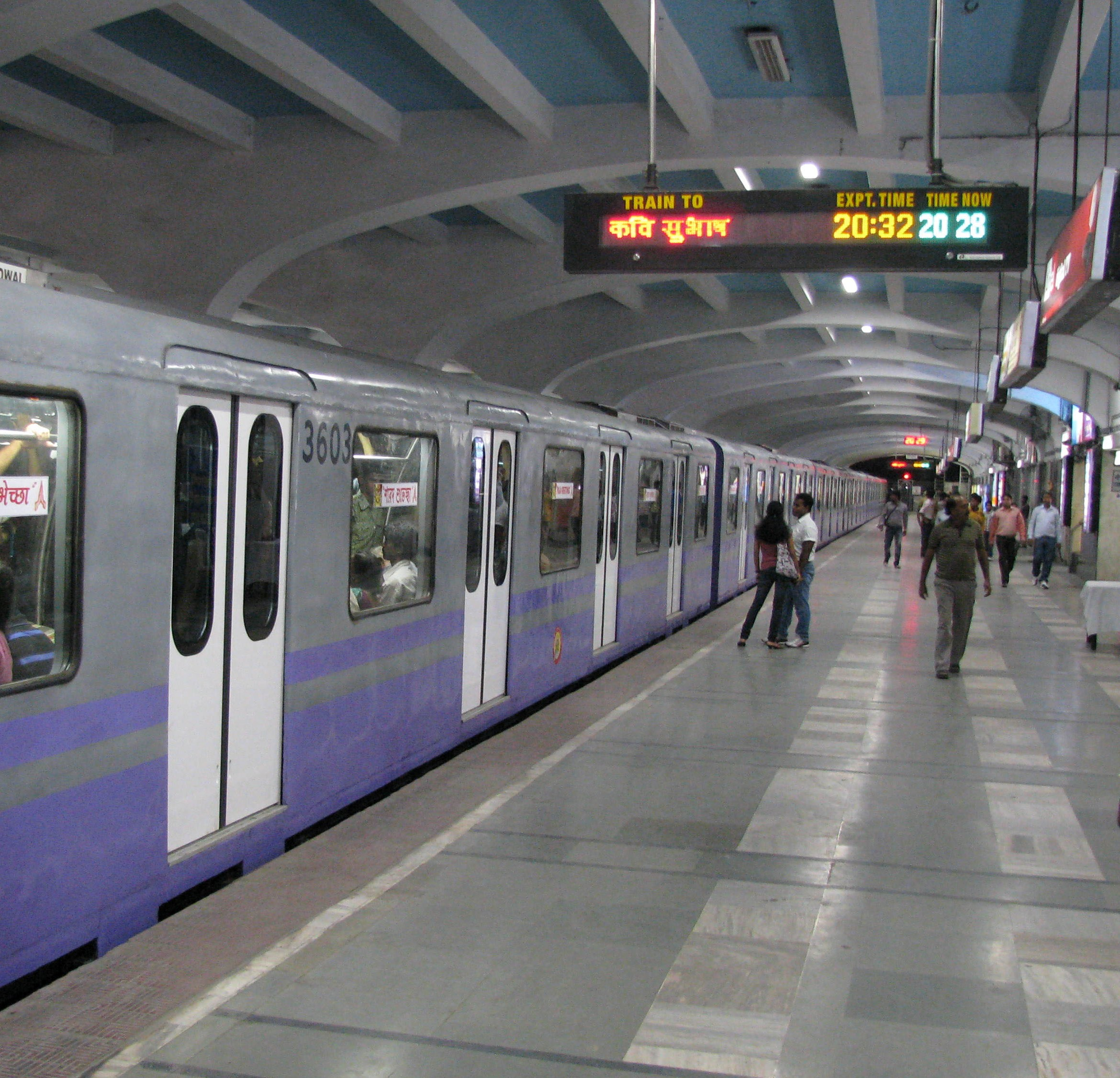
Train en station

Le matériel roulant de la ligne 1 du métro de Kolkata utilise une voie à écartement large, 1,676 mm. Il a été fabriqué par Integral Coach Factory, Chennai (ICF), et les composants électriques sont fabriqués par NGEF, Bangalore. Initialement, la flotte de matériel roulant était composée de trains de quatre véhicules. Au fil des ans, le réseau s'étendant, avec l'augmentation du trafic, la formation de rames de huit voitures est devenue un standard pour le métro de Kolkata.
Successivement furent livrés au métro 9 trains série 1000 en 1984, 9 trains série 2000 en 1990, 13 trains série 3000 en 2010. Tous ces trains de fabrication indienne sont en formation de huit voitures. Leur vitesse maximale est de 80 km/h. Sur les 18 trains des séries 1000 et 2000, 11 sont progressivement retirés du service car ayant dépassé leur durée d'utilisation nominale de 25 ans. Les 7 autres trains sont encore en bon état. Ils ont donc été remis à neuf et mis en service de manière progressive pour répondre à la fréquentation.
Deux trains prototype de nouvelle génération avec air-conditionné furent livrés en juillet 2017 et à la suite 40 trains sont commandés, 26 à la société indienne ICF/Medha et 14 à la société chinoise CRRC Zhuzhou. En avril 2019 six trains de huit véhicules de fabrication indienne ont été livrés dont la mise en service est très progressive du fait de diverses non-conformités,, les 20 autres sont en cours de livraison ainsi que les 14 trains de fabrication chinoise.

### Signalisation
Le métro utilise la technologie de signalisation automatique typique des chemins de fer indiens. Un système d'interverrouillage de relais a été mis en place et est en service pour faciliter le retrait et l'injection rapides des trains ainsi que pour effectuer des opérations de manœuvre à l'intérieur du hangar, nécessaires à des fins de maintenance. Le système de protection et d’alerte des trains (TPWS) est présent sur l’ensemble du métro. Ce système est conçu pour éviter les collisions causées par une erreur humaine (opérateur). Le système de description de train et le système de traçage automatique des trains ont également été fournis pour aider le centre de contrôle des opérations à surveiller et à planifier le mouvement des trains en temps réel.
La modernisation du système de signalisation existant, pour passer de la signalisation des chemins de fer indiens vers un contrôle basé sur les communications, a été planifiée par la Metro Railway de Kolkata, au prix de 467 crores roupies, de sorte que l'intervalle de temps entre les trains puisse être réduit de 5 minutes actuellement à 90 secondes. La proposition a été faite aux chemins de fer indiens qui ont donné leur aval à la proposition en août 2019.

## Exploitation et fréquentation
La ligne de métro fonctionne de 6 h 45 à 21 h 55, toutes les 7 minutes et toutes les 5 minutes, pendant les heures de pointe en semaine. Le métro circule le dimanche entre 9 h 50 et 21 h 55. Pour assurer le service 270 rotations de trains sont effectuées les jours de semaine, 205 le samedi et 92 le dimanche.
En 2008, le chemin de fer métropolitain de Kolkata a expérimenté la pratique consistant à réserver deux compartiments entiers aux femmes afin qu'elles échappent au harcèlement. Ce système s’est avéré inefficace et a causé des inconvénients pour de nombreux voyageurs. Le plan a finalement été abandonné par les autorités métropolitaines, mais une partie des sièges dans chacun des huit véhicules est réservée aux femmes.

## Projets
Deux lignes sont actuellement en construction (ligne 4) ou en projet (ligne 5)[réf. nécessaire].
Toutes les lignes nouvelles devraient être équipées de la signalisation en CBTC permettant une conduite des trains entièrement automatique.
Un projet de Light Rail Transit a été également proposé ainsi qu'un projet de monorail.